# Potok Dolje
Potok Dolje este o arie protejată (sit de importanță comunitară — SCI) din Croația întinsă pe o suprafață de 5,22 ha, integral pe uscat.

## Localizare
Centrul sitului Potok Dolje este situat la coordonatele 45°49′27″N 15°50′36″E / 45.82429°N 15.843309°E.

## Înființare
Situl Potok Dolje a fost declarat sit de importanță comunitară în iulie 2013 pentru a proteja 1 specie de animale.

## Biodiversitate
Situată în ecoregiunea continentală, aria protejată nu include niciun habitat protejat.
La baza desemnării sitului se află o specie protejată de  nevertebrate: Austropotamobius torrentium.